# Chen Jiao
Chen Jiao (170-237) est un ministre et un officier des Wei. Lorsque sa ville natale de Dongyang est assiégée par Sun Quan, il demande de l’aide à Cao Cao et se joint conséquemment à lui. 
Plus tard, il assiste Cao Ren dans la défense de la province de Jing et lui conseille de renforcer Yiling. Il piège ensuite Zhou Yu dans la ville de Nanjun où ce dernier est blessé, atteint d’une flèche empoisonnée. Cependant, alors qu’il est chargé de la défense de Nanjun, il perd la ville aux mains de Zhao Yun sous les plans de Zhuge Liang. 
Peu après, lorsqu’il est Ministre de la Guerre, il fait pression pour que Cao Pi succède rapidement à son défunt père, de même qu’il fait pression sur l’Empereur Xian afin qu’il abdique en faveur de Cao Pi. Il sert également Cao Rui à titre de Conseiller Privé, de Ministre Impérial d’État ainsi que de Ministre de l’Intérieur. Enfin, Chen Jiao meurt de cause naturelle en l’an 237.